# Camillo Piatti (1792-1883)
Camillo Piatti (Piacenza, 1º marzo 1792 – Piacenza, 1º febbraio 1883) è stato un politico italiano.

## Biografia
Fu deputato del Regno di Sardegna nelle prime due legislature, eletto nel collegio di Piacenza II.